# Hans Steger (Bergsteiger)

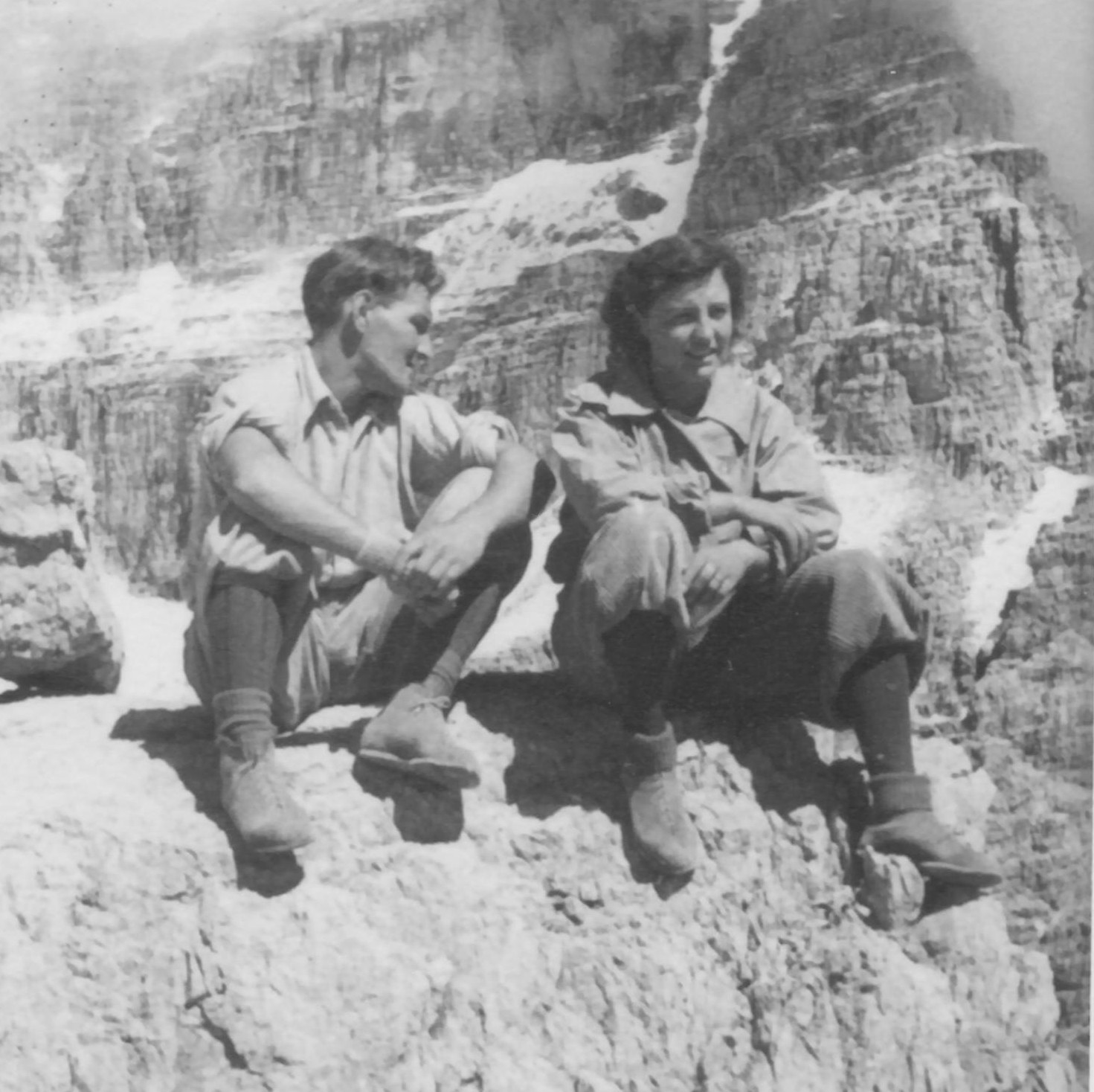
Paula Wiesinger und Hans Steger um 1930 in den Dolomiten

Hans Steger (* 4. April 1907 in Burghausen; † 18. September 1989 auf der Seiser Alm) war ein deutscher Bergsteiger, dem vor allem in den Dolomiten viele Erstbesteigungen im damals höchsten Schwierigkeitsgrad gelungen sind. Er war mit Paula Wiesinger, einer Südtiroler Extrembergsteigerin, verheiratet; mit ihr zusammen hat er die meisten Erfolge erlangt. Zwei ihrer Erstbegehungen, die Steger am Ersten Sellaturm und die Steger an der Punta Emma gehören auch heute noch zu den meist begangenen Klettertouren in den Dolomiten.

## Leben

### Herkunft und frühe Jahre
Hans Steger war gebürtig in Burghausen an der Salzach und hatte zeitweise in München gelebt. Er war sehr früh sportbegeistert und hatte es zum Jugendmeister in Boxen gebracht. Von Beruf war er Kunstschreiner und ging als solcher auf die Walz; er arbeitete in Genua als Hafenarbeiter, in Rom als Tischler, in Neapel als Pferdeknecht. Um 1926 lebte er in Rom. Er kam sogar bis Tunesien. Auf der Heimreise 1927 entschied er sich, in Bozen zu bleiben und kam dort mit dem Klettern in Berührung.

### Bergsteiger und Kletterer
Sehr schnell baute Steger sein Können am Berg aus; ihm gelangen noch 1927 die dritte Begehung der Dibona am Croz dell’Altissimo in der Brentagruppe und die zweite Begehung der Preußroute an der Guglia di Brenta. Bei einer seiner Klettertouren traf er Paula Wiesinger; ab 1928 bündelten sie ihre Kräfte und kletterten häufig gemeinsam. Wiesinger war unbestritten die stärkste Felskletterin ihrer Zeit. Sie war die erste Frau, die den VI. Grad geklettert ist und ihn auch vorsteigen konnte. Steger und Wiesinger waren damit in ihrer Zeit ein alpines Traumpaar: Hier waren zwei ebenbürtige, talentierte Partner zusammengekommen. Sie ergänzten sich auch perfekt, Steger war besonders gut in glatten ausgesetzten Platten, während Wiesingers Stärke Risse und Kamine waren.
Steger und Wiesinger haben in den Dolomiten schwerste Routen erstbegangen, so z. B. am 11. September 1928 am Nordpfeiler des Einserkofels den Weg der Jugend oder die Südwand des Winklerturms an den Vajolet-Türmen im Rosengarten. Das Tourenbuch Stegers weist alle großen Linien in den Dolomiten auf; es gibt fast keine Tour, die er ausgelassen hat.
In späteren Jahren betätigte sich Steger als Bergführer. Zusammen mit Paula Wiesinger führte Steger König Albert I. von Belgien in den Jahren 1931, '32 und '33, jeweils im August. Dieser erwies sich als gute Referenz, dadurch war es Steger möglich, seinen Lebensunterhalt als Bergführer zu verdienen. Nach dem Unfall des Königs kontaktierte sein Sohn und Nachfolger, König Leopold III. von Belgien ebenfalls das Paar. Steger, Wiesinger und Leopold absolvierten zwischen 1934 und 1939 eine beeindruckende Liste harter Klettertouren in den Dolomiten. Im Winter arbeitete Steger auch als Skilehrer und wurde 1932 zum Trainer der Alpin-Nationalmannschaft von Italien berufen.

### Privatleben
Steger und Paula Wiesinger heirateten am 27. Juli 1942 in Innsbruck. Zusammen erwarben sie die Dellai-Hütte auf der Seiser Alm, die sie zum Hotel ausbauten. Während Wiesinger das Hotel Steger-Dellai führte, betätigte Steger sich als Bergführer und Skilehrer. Er starb 1989 auf der Seiser Alm. Im Jahr 2006 wurde der „Hans-und-Paula-Steger-Wanderweg“ auf der Seiser Alm zum Gedenken an beide eröffnet.

## Erfolge
Dem Duo Steger/Wiesinger gelangen eine Reihe Erstbegehungen, viele davon in dem damals höchsten Schwierigkeitsgrad. Auszug aus den erfolgten Erstbegehungen:
- Juli 1928: Cima Brenta Alta: Westwand, Steger
- 20. Juli 1928: Croz dell’Altissimo: Südsüdwestwand, Steger
- 11. September 1928: Sextener Dolomiten: Einserkofel, Nordpfeiler/Nordkante, Weg der Jugend (VI−/A1, 800 m)
- 4. Juli 1928: Münchner Kindl, von Süden
- 1928: Dolomiten: Erster Sellaturm, Westkante Steger
- 1928: Sextener Dolomiten: Einserkofel, Direkte Nordwand (V+, 900 m)
- 11. September 1929: Vajolettürme, Rosengarten: Winklerturm, Direkte Südwand, Stegerführe (VI, 120 m)
- 12. September 1929: Rosengarten, Dolomiten: Guglia Franca über die Südflanke
- August 1929: Rosengarten, Dolomiten: Rosengartenspitze, Direkte Ostwand, Steger (VI−, 600 m)
- Juli 1929: Rosengarten, Dolomiten: Punta Emma, Südostwand, Steger (V+, 240 m)
- 1929: Rosengarten, Dolomiten: Punta Emma, Südkante (V+/A0, 260 m)
- 1929: Schlern, Dolomiten: Schlern, Burgstall, Ostwand, Pfeilerrisse
- 22. August 1931: Sextener Dolomiten: Elferturm, Nordwestkante
- 1933: Brenta, Dolomiten: Punta die Campiglio, Westgipfel, Südwand Stegerführe (IV, 700 m)
- 1934: Rosengarten, Dolomiten: Rosengartenspitze, Nordwand Piazverschneidung/ direkte Variante